# نكة (نكا)
نكة هي إحدى مشيخات المملكة المغربية، تتبع جغرافيا لإقليم آسفي وإداريًا لنكا. يقدر عدد سكانها بـ 3654 نسمة حسب الإحصاء الرسمي للسكان والسكنى لسنة 2004.